# La Ròca de Céser
La Ròca de Céser (en francès La Roque-sur-Cèze) és un municipi francès del departament del Gard, a la regió d'Occitània. Aquest municipi pertany a l'associació Els pobles més bonics de França.